# Mictochroa zonella
Mictochroa zonella là một loài bướm đêm trong họ Noctuidae.